# Natanael Berg
Carl Natanael Rexroth-Berg, född 9 februari 1879 i Stockholm, död där 14 oktober 1957, var en svensk tonsättare och musikadministratör. 
Berg var Stims förste ordförande från 1923 och grundare och förste ordförande i Föreningen Svenska Tonsättare från 1919. Tillsammans med Kurt Atterberg, Ture Rangström och Oskar Lindberg bildade han tonsättargruppen Spillran, en relikt från första försöket att bilda en tonsättarförening. 
Berg var gift med Bertha Rexroth 1909–1925 och Elsa Eriksson 1930–1957.

## De första åren
Berg var son till C L Berg, som var musiklärare vid Realläroverket i Stockholm. Han visade goda musikaliska anlag som elev redan i latinläroverket, men han varken fick eller, enligt egen utsago, ville välja musiken då. Han inriktades sig i stället på att bli veterinär i det militära, med examen 1902. Han kom dock att tidigt komponera musik. Det finns i dag inte kvar några kompositioner från åren före 1906, bortsett från en sång. 
Den musikaliska banan anträddes parallellt, med studier i sång för Julius Günther och kontrapunkt för Johan Lindegren 1897–1900. Berg betraktade sig som tonsättare som självlärd, men kunde fördjupa sig under utlandsresor i Berlin, München, Paris 1907 och Wien 1909, tack vare en okänd mecenats, "Musikväns", goda vilja, och Svenska statens tonsättarstipendium under tre år. Detta mycket tack vare Wilhelm Stenhammar, som tidigt såg Bergs begåvning och förmedlade flera av kontakterna. Berg försörjde sig annars som veterinär på bland annat trängkåren i Örebro (T1),  ett faktum som ofta blev förlöjligat under årens lopp. Han kallades till exempel för "den störste tonsättaren bland veterinärer och den störste veterinären bland tonsättare".

## 1910-talet
Dikter var Bergs nattygslektyr. Flera sånger komponerades under dessa tidiga år, men den tyske poeten Nikolaus Lenau inspirerade honom så till den grad att dikten Traumgewalten först kom att bli en sång för röst och piano, sedan den berömda symfoniska dikten med samma namn.  Det var 1910, alltså året före operan Leila, som Berg släppte sina andar fritt att experimentera med orkesterinstrumenten där Lenaus ord slutar. Wilhelm Stenhammar, som dittills sett det unga brushuvudet som sin brådmogne lärjunge, tog omedelbart sin hand ifrån honom; ett experimentellt och otuktat tonspråk som detta hade han inte väntat. I två år fick Berg vänta på uruppförandet på Stockholmsoperan 1912, men rönte samma år framgång i tyska Dortmund där verket lovordades.

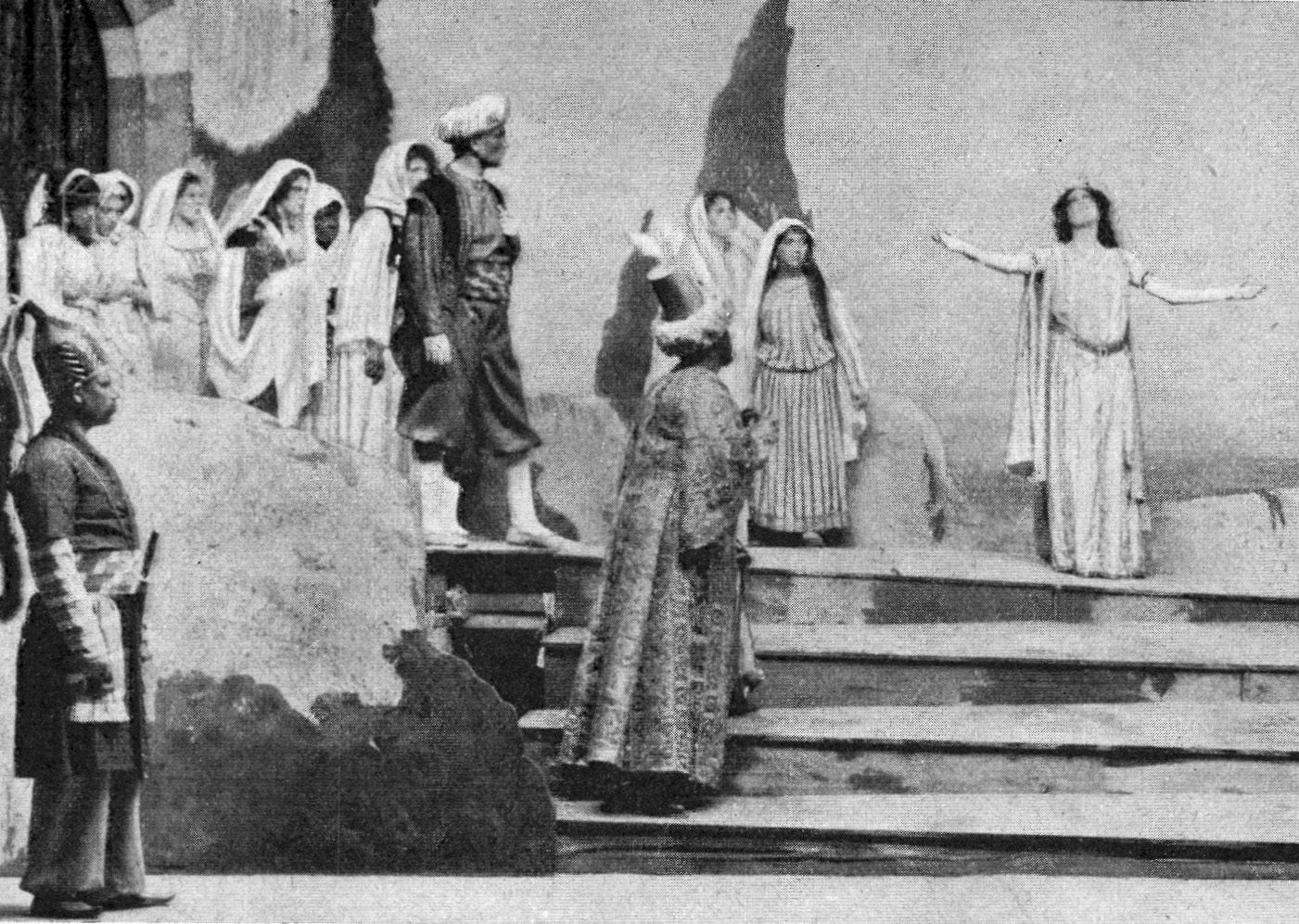
Scen ur tredje akten av Leila på Stockholmsoperan 1912.

Redan tidigt intresserade sig Berg för scenisk musik, och då några regelrätta symfoniorkestrar mer än Hovkapellet ännu inte fanns i Sverige, var det naturligt för en tonsättare att komponera opera. Leila  byggde på Lord Byrons "turkiska fragment" The Giaour, och inspirerades av dikten till orientaliska klanger och dunkel glöd, stark lidelse och dramatisk gestik. Premiären begicks 1911, till anmälaren P-B:s, Peterson-Berger, återhållna glädje: "Musiken väcker förvåning", skrev han i en recension, "för att den anges vara skriven av herr Berg".  P-B föreslog ett omarbetning: "Morens sista suck, stort biografdrama med musik av Richard Wagner och Richard Strauss". Han ansåg också illmarigt att Svedelius, som sjöng eunuckens roll, borde sjunga i falsett. När P-B framöver nämnde verket, kallade han det för "den lilla veterinäroperan".  Det dröjde länge innan Berg på allvar försökte sig på opera igen, den ofullbordade Josua från 1914 bekräftar detta.
Bergs verk fick ofta tyska undertitlar och tonsättningarna inte sällan tysk text. Han använde sig av ett stramt och högtidligt tonspråk, ibland plötsligt explosivt, för att inte säga bombastiskt, där till skillnad från till exempel Atterberg påverkan från svensk folkvisa nästan helt saknades. Men Berg var en stor fosterlandsvän och tog tidigt ställning. Försvarsstriden 1914 som delade landet i liberaler och socialdemokrater å ena sidan och de konservative, nationella och monarkistiska å den andra, utmynnade i bondetåget och Gustav V:s borggårdstal. Den symfoniska dikten Varde ljus slog här an politiska strängar och skildrade den olust som delade landet mitt itu. Temat Mandom, mod och morske män inlemmades för att intoneras bakom podiet. Andreas Hallén tyckte sig i sin recension kunna höra "kreaturens suckan, eller rättare sagt vrålanden, efter en misslyckad operation". Hallén hörde inte fosterlandsvännens idéspråk, sådan som den manifesterades i musikalisk form och som senare mynnade ut i en mildare i operan Engelbrekt. Men när de stormiga tio- och tjugotalen var till ända, stramade Berg åt uttrycket och blev mer lyrisk. Det passade musikdramatiken väl. Den kommande tiden var vokalverkens tid. Sångernas och operornas.

## 1920-talet
I slutet av 1920-talet sökte Berg upp Erik Axel Karlfeldt och bad honom att göra libretto på Bergs utkast till en opera som skulle handla om frihetssymbolen Engelbrekt. Diktaren funderade en stund och replikerade: "doktorn klarar nog den saken bäst själv". Operans libretto stod alltså tonsättaren själv för, och Bergs andra opera fick premiär 1929. Sångstilen i Engelbrekt är wagnersk i den bemärkelsen att Berg använde sig av ett slags talsång, parlando, medan tonen var kärvt enkel för att illustrera bönders förment enkla sinnelag. Tonspråket är kärvt arkaiskt och bygger sin melodik på äldre svensk folktradition, både andlig och profan. I till exempel förspelet citeras hymnen Den signade dag som den återfinns i 1697 års psalmbok. Där finns också en känd folkvisa från Dalarna, som i sin utsirade form talar ett gammalt stilspråk. Berg var noga med den sortens stiltrohet. 
Arbetet med Engelbrekts libretto förutsatte noggranna historiska studier, där han förde en ojämn kamp med källornas knapphet och fåordighet; man visste så lite om gestalten Engelbrekt, och Berg har med konstnärens frihet tolkat resten. Ord och ton är redan här, som senare i operaproduktionen, oupplösligt förbundna med varandra. För trovärdighetens skull sjunger den danske kungen på sitt modersmål, vilket skulle göra scenen än mer trovärdig (till skillnad från kung Kristian i Naumanns opera Gustaf Wasa.

## 1930-talet
Med Engelbrekt fick Berg i december 1933 uppleva en stor framgång i Braunschweig i Tyskland; Ernst Stier kallade i Zeitschrift für Musik (1934:1) verket för den första "Hitler-operan". Någon ytterligare framgång fick inte denna opera i Tyskland, samma öde rönte också Albert Hennebergs bägge operor ett par år senare.
Fortsättningsvis samarbetade Berg med Isaac Grünewald i samband med operan Judith, 1936. För en utomstående betraktare överraskar detta något, för här arbetar ju storsvensken och patrioten med den judiske Matisselärjungen och upprorsmannen. Samtidigt är det självklart rent konstnärligt; Grünewald lär ha skakat om rejält i Teatersverige när scenografin till Saint-Saens Simson och Delila visades vid premiären 1921 och blev den sceniska modernismens genombrott i Sverige. Även fortsättningen med Webers Oberon 1925 beredde vägen för kontakten. Gösta Adrian-Nilssons (GAN) kubistiska scenografi till Moses Pergaments balett Krelantems och Eldeling 1928 visade att Grünewalds alster egentligen kunde vara ganska "snälla" med sina färgkaskader och livliga former. Berg behövde främst en illustratör som var förtrogen med österländska motiv, och som sådan var Grünewald som klippt och skuren. Mötet åstadkom en scenografi som blev en av Grünewalds bästa och gjorde operan till en konstnärlig fullträff. Grünewald bidrog starkt till Judiths konstnärliga framgång och att verket blev 1936 års stockholmska internationella musikfests höjdpunkt. Men det verkar som om Berg ångrat samarbetet med denne judiska konstnär. Och det var en lätt sak att i efterhand skylla den uteblivna publiktillströmningen på honom.
Musikaliskt arbetar Berg vidare på den wagnerska vägen, där musiken står i ordets tjänst, men aktar sig för att placera orkestern i högsätet. Den färglägger och understryker recitativiskt handlingen med all den raffinerade palett han är mäktig, som en impressionistisk lyhörd klangmatta som bildar bakgrund till det häftiga sceniska utspelet. Jämfört med Bergs tidigare heta vulkaniska orkesterverk, som verkar sakna alla emotionella spärrar, är operan Judith deras motsats. Berg har destillerat ett partitur som helt tjänar den dialog som dramat byggs med.
Men trots denna genomarbetade satsning på Kungliga Teatern, som sammanföll med en internationell musikvecka anordnad av den konservativa organisationen Ständiga rådet, ansåg sig Berg motarbetad, främst av tonsättarkollegan Ture Rangström, som vid denna tid var presschef, och av operachefen John Forsell. Kommande år arbetade Berg på operan Birgitta och blev mer och mer irriterad över att se sina tidigare verk ligga ospelade. Mest missnöjd var han över hur reklamen för Judith sköttes och hur en repris hade planlagts till "sämsta tänkbara tidpunkt", 13 januari, utan reklam. Var det en konspiration från operans sida?  Tålamodet tröt när den landsflyktige österrikaren Korngolds opera Die Katrin  skulle uruppföras på Kungliga Teatern 7 oktober 1939, den bästa tänkbara tiden. I ett hätskt öppet brev den 27 september gick Berg till storms mot alla oförrätter och använde Korngolds opera som slagträ; stycket omnämns där föraktfullt som "en judisk pjäs". Hur kunde man, enligt Bergs sätt att se, ge Korngold företräde när svenska verk, särskilt Bergs, låg i träda? Om man är välvillig kan se hans agerande som en utväxt av beredskapsårens vurm för svenskheten, och Berg såg sig själv verkligen som en av dess viktiga representanter.  Sedan kan man fråga sig hur svensk historien om Judith var.

## 1940-talet
Bortsett från omarbetningar av Tredje symfonin, Makter, och den symfoniska dikten Mannen och kvinnan, ägnade sig Berg under 1930-talets slut helt åt sin nya opera Birgitta, och 1941 var den helt färdigskriven. Operan innebär en återgång till det medeltida temat, denna gång med en svensk, kysk och ren gestalt i motsats till Judiths. Den heliga Birgittas kamp för rättfärdighet och kyskhet mot lusta och synd går som en röd tråd genom operan. Själens och idéernas konflikt står i fokus. Men Birgittas ord till Karl i andra bilden kan ge fler tidsaktuella associationer: 
"Kristus är glömd och hans ord föraktat. Påven sitter å Guds säte, men gör Lucifers gärningar. Synd, som inte bekämpas, leder till andlig nöd."
Med Birgitta går Berg vidare i det dramatiska enhetsbygget, återhållsamt men inte utan dramatik, med den inre dramatiken i fokus. Mot detta kontrasterar han med hymner, danser, italienska sånger och en musikalisk beskrivning av Birgittas pilgrimsfärd. 
Med konstnären Bertil Damm tillbringade Berg en lång och intensiv tid med syfte att skapa en så stor enhetlig mellan ord, ton och dekor som möjligt. Birgitta hade premiär 1942, med Brita Hertzberg och Einar Beyron i huvudrollerna. Nils Grevillius dirigerade.
Åren 1939–1945 var annars svåruthärdliga år för tonsättaren Natanael Berg. Premiären på Korngolds Katrin 1939 tog han som en personlig förolämpning och början till en kräftgång som bara avbröts av premiären av Birgitta. 1939 gick dessutom Berg i pension från sitt veterinäryrke som "hästdoktor" och blev sedan mer avskild från denna militära värld av detta högtravande militära klassumgänge. Ofta hade han på sig sina ordnar vid tonsättarmöten. Arvid Rundberg gjorde upp med sin barndom i boken Barnsonaten, där han av Berg som romanfiguren Veterinären skapar en strindbergsk monokelprydd och alkoholiserad vampyr som elakt och kryptonazistiskt spyr ordgalla över allt judiskt och suger ut familjen på dess fåfänga tankeverksamhet, tills dessa försök till andra tankar än det tyskorienterade krigets helt kollapsar. Denna bild beskriver i alla händelser en möjlig verklig person vars hela militära värld är i rubbning och som klamrar sig fast det enda bestående och segerrika som finns till hands under krigsåren - det land som verkar stå "tyska värden".

## De sista åren
Efter Kungliga Teaterns premiär på operan Genoveva 1947 kom Bergs musik att spelas allt mindre, något som han inte kunde förlika sig med. Han kanaliserade sin frustration genom en större mötesfrekvens i FST och uppträdde på ett för kollegerna påfrestande sätt, bland annat genom att försöka manövrera ut Atterberg ur styrelsen eller ordna extra årsmöten där han gick till storms mot presumptiva fiender. Detta kom att ligga honom i fatet länge. 
På 50-talet ägnade sig Berg nästan helt åt sin sista opera, som skulle heta Tre konungar. Men det gick långsamt. Operan påbörjades 1950, och 1954 var första delen klar i skiss och inte förrän 1957 låg denna del färdigorkestrerad.  Var det så att Berg kände vartåt de musikaliska vindarna blåste och att skaparkraften sinade? Tre konungar var, förutom orkestrering av ett par av sina sånger, det enda Berg åstadkom under denna sista tid. 
Tyskland var besegrat och "bolsjevismen" hade slagit sina klor om östra Europa. Kulturskymningen var för Berg ett faktum. Nu vällde den avskydda atonala musiken över gränsen och måndagsgruppen regerade svenskt musikliv med sina för svenska öron ovanligt moderna klanger och gränsöverskridande projekt. Det fanns helt enkelt ingen plats för Berg längre. Atterberg hade fortfarande sitt Patentverk som räddningsplanka, Oskar Lindberg hade dragit sig tillbaka till kyrkomusiken och Ture Rangström var död. Man kan knappast tänka sig ett värre öde för en före detta centralgestalt i svenskt kulturliv.
Att Judith upplevde en repris 1954 på Kungliga Teatern, med radioutsändning från studio, eller att dirigenten Ivar Hellman valde Bergs femte symfoni, Trilogia delle passioni, som sin avskedskonsert 1956, betydde föga i det stora loppet. Hans verk spelades om möjligt ännu mer sällan för att helt tystna, till 1980-talets början, då Traumgewalten började spelas igen. Del 1 av operan Tre konungar ligger fortfarande ospelad och någon renässans för musikaliskt "tyskeri"  kopplat med svensk nationalism verkar ännu inte vara i sikte. Men symfonierna verkar gå en ljus framtid till mötes - på skiva.

## Tonsättaren och verken
Musikaliskt och kulturellt var Berg redan från början djupt inspirerad av tysk högkultur. Hans husgudar var Richard Wagner och Richard Strauss, vilket gärna påpekades av omvärlden. Han kallades en "dundrande orkesterkarl", hade sin "plats given någonstans mellan pukan och trumpeten, mellan åskan och stormen". Bergs fallenhet och temperament fick också näring ur det militära, där tyskvänligheten men också nationalismen för en nutida betraktare kan tyckas vara påfallande.
Samtiden kunde vittna om hans "kasernhumor" som ventilerades oberoende av omgivningens beskaffenhet, eller den traditionella synen på kvinnor i förhållande till män -   satsnamnen i symfonin "Makter" bär vittnesbörd om detta. Men temperamentet ger också orkestern en tydlighet och styrka, och ett raffinemang i instrumenteringen, som väl i Sverige matchas endast av samtida som Alfvén och Atterberg. Detta gör Bergs musik väl värd att framföras av skickliga dirigenter som kan se var effekten i partituren sitter. Ett sådant verk torde vara till exempel pianokonserten, byggd av rapsodiska teman, långa cantilenor och effektfulla, nästan visionärt sköna kulminationer. 
Till hans främsta verk räknas kantaten Höga visan (1925–1926), för soli, blandad kör och orkester. Det mest spelade är den symfoniska dikten Traumgewalten (1910). Mer spektakulärt är Symfoni nr 1, Alles endet was entstehet, komponerat efter det att fartyget Titanic förliste, och vars undergång musikaliskt illustreras i verkets sista sats. Symfoni nr 2 Årstiderna har väl avvägda, mot varandra kontrasterande, satser med tonmåleri.
Natanael Berg var ett tidens barn, militärt och politiskt, och han gjorde sig ovän med många genom åren genom sitt dominanta sätt. Men att döma hans kompositioner efter ett kulturellt klimat eller ett hetlevrat sinnelag kan tolkas som ett simpelt utommusikaliskt hämndbegär. Att framföra Natanael Bergs kompositioner idag betyder något annat än det gjorde på 1950-talet. Berg och hans verk tillhör trots allt en omistlig del av svensk musikhistoria.
Natanael Berg är begravd på Norra begravningsplatsen utanför Stockholm.

## Verk

### Operor
- Leila (1907-1910)
- Josua (endast scen ur första akten fullbordad, 1914)
- Engelbrekt (1926-1928)
- Judith (1931-1935)
- Birgitta (1936-1941)
- Genoveva (1943-1945)
- Tre konungar (endast del 1; 1950-1954, färdigorkestrerad 1957)

### Baletter
- Älvorna (1914)
- Sensitiva (1919)
- Hertiginnans friare (1920)

### Orkester
- Traumgewalten, symfonisk dikt efter Nicolaus Lenau (1910, uruppförd av Kungl Teatern, Stockholm, 1912, uppförd i Dortmund samma år)
- Symfoni nr 1 Alles endet was entstehet (1912-1913)
- Varde ljus, symfonisk dikt (2 satser, 1914)
- Symfoni nr 2 Årstiderna (1915-1916)
- Symfoni nr 3 Makter (1916-1917, sats 2 nykomponerad 1930-1939)
- Symfoni nr 4 Pezzo Sinfonico (1918)
- Symfoni nr 5 Trilogia delle passioni (1924)
- Svit (1930)
- Pianokonsert i ciss-moll (omkring 1930)
- Serenad (1939)
- Reverenza, hyllningsmusik (1948-1949)
- 2 dansscener ur baletten Älvorna (årtal: ?)
- Förspel till andra bilden ur operan Engelbrekt (årtal: ?)
- Förspel till operan Engelbrekt (årtal: ?)
- 2 danser ur operan Judith (årtal: ?)
- Svit ur operan Birgitta (årtal: ?)

### Blåsorkester
- Klar sikt (instrumentation: Edvard Åkerberg)
- Marsch ur operan Genoveva (instrumentation: Herman Nordström)
- Idyll och Serenad ur baletten  Hertiginnans friare (instrumentation: Edvard Åkerberg)

### Vokalverk
- Isis och Nephtys klagovisor ur den ofullbordade operan Josua (årtal: ?)
- Israels lovsång ur den ofullbordade operan Josua (1915)
- Mannen och kvinnan, symfonisk dikt för soli, kör och orkester (1911, omorkestrerad 1949) text: Gustaf Fröding
- Kantat till Åhlinska skolans 75-årsfest (1922)
- Höga Visan (Salomos höga visa, 1925)
- Slutkör ur operan Engelbrekt (årtal: ?)
- Slutkör ur operan Birgitta (årtal: ?)

### Sopran och piano/orkester
- Die badenden Kinder (1910, orkestrerat 1918)

### Baryton och orkester
- Saul och David (1907)
- Eros vrede (1907)
- Predikaren (1911, orkestrerad 1949)

### Sång och piano

#### Sånger före 1910
- Giv mig (okänd) (1903)
- Längtan heter min arvedel (Erik Axel Karlfeldt) (1906; även med orkester)
- Fylgia (Gustaf Fröding) (1907)
- Ung kärlek (Erik Axel Karlfeldt) (1907)
- Kvinnohand (Natanael Berg) (1908)
- Mitternacht (Hanns von Gumppenberg) (1908)
- Von ferne   (Hanns von Gumppenberg) (1908)
- Ich hör' ein Vöglein locken (Adolf Böttger)
- Gute nacht (Karl Ferdinand Dräxler, "Dräxler-Manfred")
- Andenken (Joseph von Eichendorff)
- Det är fullbordat (Gustaf Fröding)
- Höst (Gustaf Fröding)
- Sorgebudet (Gustaf Fröding)
- Säv säv susa (Gustaf Fröding)
- Die blauen Frühlingsaugen (Heinrich Heine)
- Böljebyvals  (Erik Axel Karlfeldt)
- Gleicht doch nichts (Erik Axel Karlfeldt, i tysk översättning)
- Byte (Axel Liffner) (årtal okänt; även med orkester, 1950)
- Am Bette eines Kindes (Nicolaus Lenau)
- An der Bahre der Geliebte (Nicolaus Lenau)
- Bitte (Nicolaus Lenau)
- Sehnsucht nach Vergessen (Nicolaus Lenau)
- Traumgewalten (Nicolaus Lenau)
- Bröllopspsalm (John Nilsson) (årtal okänt; även med orkester, 1950)
- Frühling (Eduard Paulus)
- Ständchen (Adolf Friedrich von Schack)
- Das Schwert (Ludwig Uhland)
- Die Nonne (Ludwig Uhland)
- Frühlingsfeier (Ludwig Uhland)
- In der ferne (Ludwig Uhland)
- Das süsse Wörtchen (Mathilde Walker)
- Im Frühling  (Mathilde Walker)
- Ach Mariechen (okänd)
- Maj lilla majbarn (okänd)
- Still (okänd)
- Wein nicht ich bin dir gut (okänd)

#### Sånger omkring 1925
- En kärleksvisa  (Gustaf Fröding; även med orkester)
- Hedstämning (Gustaf Fröding, efter Lenau; även med orkester)
- Vinternatt  (Gustaf Fröding; även med orkester)
- Det bödes der for (Jens Peter Jacobsen; även med orkester)
- Stille du elskede  (Jens Peter Jacobsen; även med orkester)
- Barn, hålla varandra i händerna (Erik Axel Karlfeldt, ur Yttersta domen; även med orkester)
- Dalmålaren (Erik Axel Karlfeldt, ur Yttersta domen; även med orkester)
- På den judiska kyrkogården i Prag (Oscar Levertin; även med orkester)
- Blomstermånad (Josef Oliv, ur Yttersta domen; även med orkester)
- Vivant Westmannias (Johan Olof Wallin; Westmanno-Dala-sång; även med orkester)
- Serenata (okänd; även med orkester). Ur balettpantomimen: Hertiginnans friare
- Det sitter en duva på liljekvist (okänd; även med orkester). Ur operan: Engelbrekt

## Kammarverk
- Pianokvintett (1917)
- Stråkkvartett (1919)

### Piano
- Ach, du lieber Augustin (2 pianon, årtal okänt)
- Romanza (Romans, årtal okänt)
- Marcia funebre ur Symfoni nr 1, Alles endet was entstehet (1914)
- Sats 3 ur Symfoni nr 4, Pezzo sinfonico  (1919)
- Nordiska musikfesten i Helsingfors maj 1921 (1921)
- Zigenardans (Årtal okänt. 1920-tal?). Ur balettpantomimen: Hertiginnans friare
- Berceuse (1944)
- Singoalla (fragment, 1944)